# Moussa Kamara (ur. 1971)
Moussa Kamara (ur. 26 stycznia 1971) – senegalski piłkarz grający na pozycji pomocnika. W swojej karierze rozegrał 15 meczów i strzelił 4 gole w reprezentacji Senegalu.

## Kariera klubowa
W swojej karierze piłkarskiej Kamara grał w klubie AS Douanes.

## Kariera reprezentacyjna
W reprezentacji Senegalu Kamara zadebiutował 27 lutego 1994 w zremisowanym 0:0 towarzyskim meczu z Gabonem, rozegranym w Moandzie. W tym samym roku został powołany do kadry na Puchar Narodów Afryki 1994. Na tym turnieju rozegrał dwa mecze: grupowy z Gwineą (2:1) i ćwierćfinałowy z Zambią (0:1). Od 1994 do 1997 roku rozegrał w kadrze narodowej 15 meczów i strzelił 4 gole.